# Prins Bertil af Sverige
Hans Kongelige Højhed Prins Bertil af Sverige, hertug af Halland (Bertil Gustaf Oscar Carl Eugen; født 28. februar 1912, død 5. januar 1997) var prins af Sverige og hertug af Halland. 
Prins Bertil var søn af kong Gustav VI Adolf af Sverige og hans første hustru, prinsesse Margaret af Connaught. Hans ældste bror, arveprins Gustaf Adolf af Sverige, døde i 1947, og efterlod en et år gammel søn, samtidig ved at alle de andre arvinger til tronen havde mistet deres rettigheder som følge af deres ægteskaber. Dermed var chancerne store for at Bertil en dag ville blive regent.
Som følge heraf valgte prins Bertil ikke at gifte sig med walisiske Lilian Davies, eftersom dette ville fjerne hans arveret. Hans far levede imidlertid længe nok til, at Bertils nevø Carl XVI Gustaf blev myndig, og den nye konge gav Bertil tilladelse til at gifte sig med Lilian Davies. Brylluppet fandt sted den 7. december 1976. Indtil prins Carl Philips fødsel i 1979 var prins Bertil fortsat først i arvefølgen.
Da arveloven blev ændret i 1980 blev arveretten til tronen indskrænket til kun at gælde efterkommerne af Carl XVI Gustaf, men der blev alligevel gjort en undtagelse for prins Bertil, således at han fortsat var i arverækken efter kongens børn.
Prins Bertil var en meget populær mand. Han havde en stor interesse for biler, og var også ivrig tilhænger og udøver af en række idrætter, blandt andet tennis.